# Protectorat général pour pacifier l'Est
Le Protectorat général pour pacifier l'Est ou protectorat d'Andong (chinois simplifié : 安东都护府 ; chinois traditionnel : 安東都護府 ; pinyin : Āndōng Dūhùfǔ ; Wade : An1-tung1 Tu1-hu4-fu3) (en coréen Hangul : 안동도호부 Hanja: 安東都護府 Romanisation révisée : Andong Dohobu McCune-Reischauer : Andong Tohobu ), est un protectorat établi par la dynastie Tang au nord-est de la Chine, après avoir vaincu le royaume de Koguryo. À la place des royaumes de Baekje et Koguryo, les Tang créent le Protectorat général pour pacifier l'Est, la commanderie d'Ungjin et la zone de commandement du territoire de Gyerim.

## Histoire

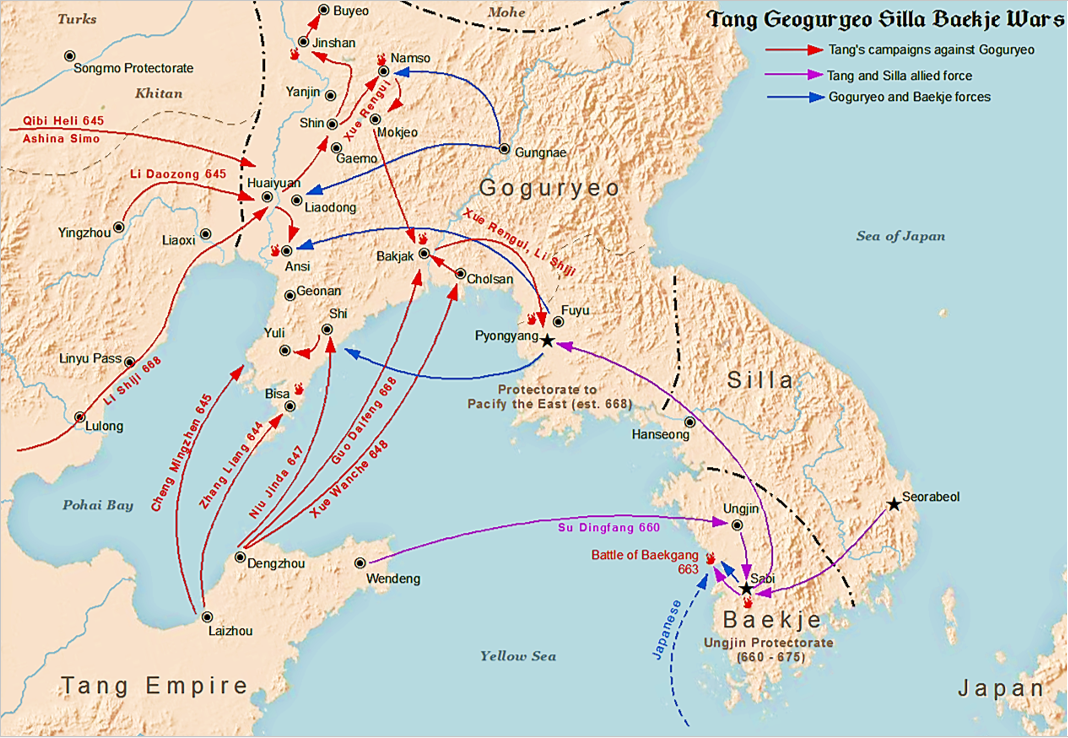
Les guerres Koguryo-Tang.

Après la conquête du royaume coréen de Koguryo par la dynastie Tang en 668, le Protectorat général pour pacifier l'Est, ou protectorat d'Andong, est créé à Pyongyang pour gouverner ces nouveaux territoires. Selon les sources de l'époque, ce protectorat était divisé administrativement en 9 commanderies, 42 Zhou et 100 Xian, et aurait été protégé par 200 000 soldats''.
En 669, le peuple de Koguryo se révolte contre les Tang, qui répondent en déportant 78 000 familles pour les réinstaller dans des zones vides situées au sud du fleuve Yangzi Jiang et de la rivière Huai He. Les faibles et les pauvres sont laissés sur place et affectés à la surveillance du pays au service du protectorat.
De 670 à 673, les rebelles déclenchent un soulèvement chaque année, dont le dernier dure quatre ans. Les loyalistes Koguryo sont aidés par le royaume voisin de Silla. Au départ, Silla est un allié des Tang, dont les troupes participent activement à la conquête des royaumes de Baekje et Koguryo. Pour sceller cette alliance, l'empereur Tang Taizong avait promis de laisser à Silla le royaume de Baekje et les terres situées au sud de Pyongyang. Cependant Taizong meurt avant que la conquête de Koguryo soit achevée, et son successeur, Tang Gaozong revient sur cette promesse après la fin de la guerre. C'est à la suite de cette volte-face que Silla se retourne contre son ancien allié et aide ouvertement les rebelles.
En 675, les Tang attaquent Silla et infligent une défaite au royaume coréen lors de la bataille de Gyeonggi. En réponse, le roi Munmu de Silla envoie une mission diplomatique chargée de verser un tribut aux Tang et de présenter des excuses. Gaozong accepte les excuses de Munmu et retire ses troupes pour faire face à la menace tibétaine dans l'Ouest. Voyant la faiblesse stratégique des Tang, le royaume de Silla attaque à nouveau le territoire du protectorat. Ces attaques obligent les Tang à se retirer de Pyongyang en 676 et de déménager le siège du protectorat vers la ville de Liaoyang, qui est plus à l'ouest et plus facile à défendre que l'ancien siége''. Cela ne suffit pas à stopper les attaques de Silla et en 677, le siège est à nouveau déplacé vers l'ouest, à Xincheng, soit l'actuelle ville de Fushun au Liaoning''.
La même année, le roi déchu Bojang de Koguryo (hangûl: 요동주도독 조선왕 Hanja: 遼東州都督朝鮮王) est désigné « commandant du Liaodong, roi de Joseon », ce qui revient à faire de lui le nouveau protecteur général. En agissant ainsi, les Tang essayent d'amadouer les populations locales, mais dès son arrivée au Liaodong, Bojang commence à comploter avec le peuple Mohe pour recréer le royaume de Koguryo. Lorsque les Tang sont mis au courant de ses intentions en 681, Bojang est banni dans le sud-ouest de la Chine.
En 699, Go Deokmu, le fils de Bojang, est nommé protecteur général d'Andong. Il déclare très vite son indépendance et fonde le royaume de Hu-Koguryo, c'est-à-dire Koguryo postérieur ou Koguryo tardif. L'aventure de Deokmu ne dure guère, car c'est Daejoyeong(hangûl: 대조영 Hanja: 大祚榮), le fils de Dae Jung-sang, un général de Koguryo, qui réussit à s'emparer de la plus grande partie des territoires mandchou et nord-coréen du protectorat, pour fonder le royaume de Balhae dont il est le roi de 699 à 719. Accaparée par ses problèmes internes, l'impératrice Wu Zetian ne parvient pas à mater cette rébellion et reprendre le contrôle de la région, et les troubles politiques qui suivent la mort de Zeitan laissent le temps au nouveau royaume de s'implanter.
En conséquence, en 714, Tang Xuanzong prend acte de la perte d'influence des Tang dans la région en déplaçant le siège de ce qu'il reste du protectorat à Pingzhou, dans l'actuel Xian de Lulong, Qinhuangdao, Hebei,,. En 736, Xuanzong reconnaît officiellement le contrôle de Silla sur la partie de la péninsule de Corée qui est située au sud du Taedong, ce qui revient pour lui a reconnaître implicitement qu'il n'a plus les moyens de contrôler cette région. En 743, le siège du protectorat est de nouveau déplacé vers l'ouest et relocalisé dans la vieille ville de Liaoxi. La localisation exacte de cette ville est assez floue, il s'agit peut-être du Zhou d'Ying, ce qui correspond actuellement à la ville-préfecture de Chaoyang au Liaoning,,.
Finalement, le Protectorat général pour pacifier l'Est est abandonné en 756 ou dissous en 761 durant la révolte d'An Lushan qui mobilise toutes les troupes disponibles des Tang '.

## Liste des Protecteurs Généraux
- Wei Zhe (668-669)
- Xue Rengui (669–670)
- Gao Kan (670-676)

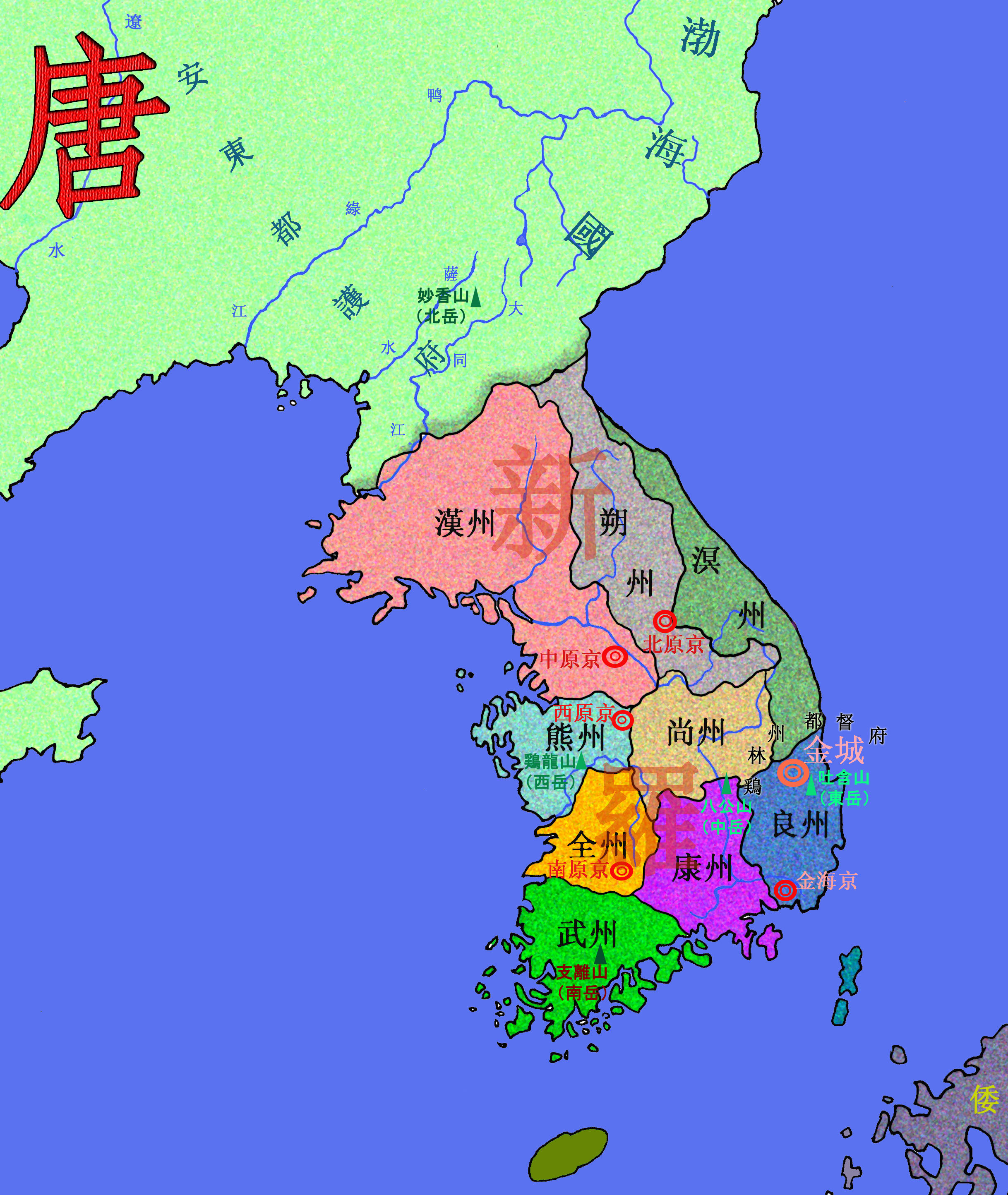
Protectorat général pour pacifier l'Est

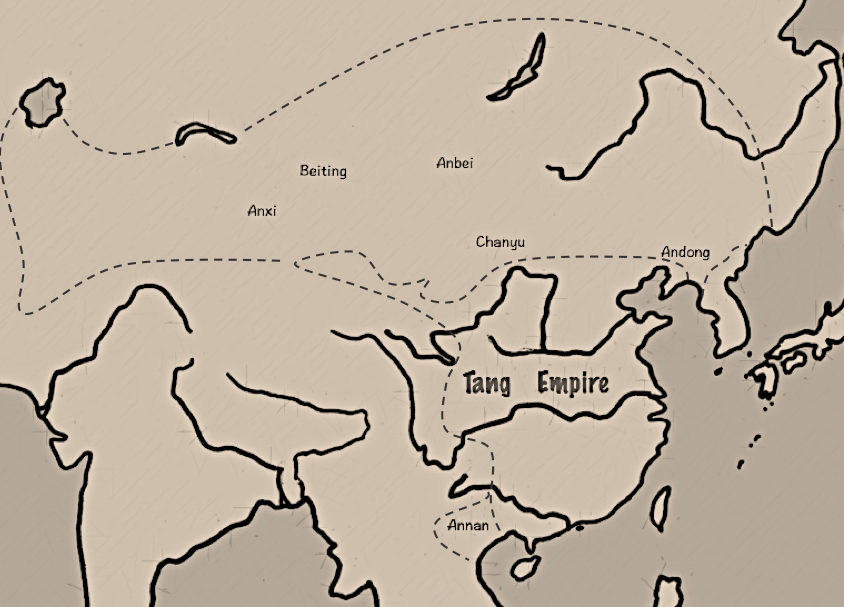
Carte des six principaux protectorats existant durant la dynastie Tang. Le Protectorat général pour pacifier l'Est y est indiqué sous le nom d'Andong (安东都护府).

- Bojang de Koguryo (677–681) (Hangul : 요동주도독 조선왕 Hanja:遼東州都督朝鮮王) et (Hangul : 조선군왕 Hanja:朝鮮郡王)
- Qu Tuquan (681-685)
- Xue Na (685-696) 薛訥 - 安東道經略 안동도경락. Occupe en même temps le poste de commandant militaire de Youjou
- Pei Xuangui (696-698) 裴玄珪
- Go Deokmu (698-699) fils de Bojang de Koguryo
- Tang Xiujing (704-705) 唐休璟
- Pei Huaigu (712) 裴懷古
- Sun Jian (712) 孫儉
- Shan Sijing (713) 單思敬
- Xu Qincou (714) 許欽湊
- Xu Qindan (714) 許欽澹
- Zhang Shuo (715-719) 張說
- Xue Tai (720-725) 薛泰
- Li Jiao (727-732) 李璬
- Pei Min (733-741) 裴旻
- Jia Xun (742-755) 賈循
- Wang Xuanzhi (756-758) 王玄志
- Hou Xiyi (758-761) 侯希逸

## Divisions administratives
Administrativement, le protectorat était divisé en 9 commanderies, 42 Zhou (dont le nombre est finalement réduit à 14) et 100 Xian.

### Neuf commanderies
- Sinseongju (Hangul: 신성주 Hanja/Hanzi: 新城州)
- Yoseongju (Hangul: 요성주Hanja/Hanzi: 遼城州/辽城州)
- Gamulju (Hangul: 가물주 Hanja/Hanzi: 哥勿州)
- Wirakju (Hangul: 위락주Hanja/Hanzi: 衛樂州/卫乐州)
- Saraju (Hangul: 사리주 Hanja/Hanzi: 舍利州)
- Geosoju (Hangul: 거소주 Hanja/Hanzi: 去素州/居素州)
- Wueolhuiji (Hangul: 월희주 Hanja/Hanzi: 越喜州)
- Geodanju (Hangul: 거단주 Hanja/Hanzi: 去旦州)
- Geonanju (Hangul: 건안주 Hanja/Hanzi: 建安州)

### 14Zhou(州)
- Namso (Hangul: 남소주 Hanja/Hanzi: 南蘇州)
- Gaemo (Hangul: 개모주 Hanja/Hanzi: 蓋牟州)
- Daena (Hangul: 대나주 Hanja/Hanzi: 大那州)
- Changam (Hangul: 창암주 Hanja/Hanzi: 倉巖州)
- Mami (Hangul: 마미주 Hanja/Hanzi: 磨米州)
- Jeokri (Hangul: 적리주 Hanja/Hanzi: 積利州)
- Yeosan (Hangul: 여산주 Hanja/Hanzi: 黎山州)
- Yeonjin (Hangul: 연진주 Hanja/Hanzi: 延津州)
- Mokjeo (Hangul: 목저주 Hanja/Hanzi: 木底州)
- Ansi (Hangul: 안시주 Hanja/Hanzi: 安市州)
- Chebok (Hangul: 제북주 Hanja/Hanzi: 諸北州)
- Shikri (Hangul: 식리주 Hanja/Hanzi: 識利州)
- Buryeol (Hangul: 불열주 Hanja/Hanzi: 拂涅州)
- Baehan (Hangul: 배한주 Hanja/Hanzi: 拜漢州)

## Voir également
- Protectorat Général pour Pacifier L'Ouest
- Protectorat Général pour Pacifier le Nord
- Protectorat de Beiting
- Quatre Garnisons d'Anxi
- Histoire militaire de la Chine
- Quatre commanderies
- Histoire de la Chine
- Histoire de la Corée
- Trois Royaumes de Corée
- Guerre Koguryo–Tang
- Guerre Silla-Tang